# Balbronn
Balbronn (deutsch Balbronn, elsässisch: Bàlvere) ist eine französische Gemeinde mit 673 Einwohnern (Stand 1. Januar 2021) im Département Bas-Rhin in der Europäischen Gebietskörperschaft Elsass und in der Region Grand Est. Die Gemeinde gehört zum Arrondissement Molsheim, zum Kanton Saverne und ist Mitglied des Gemeindeverbands Mossig et du Vignoble.

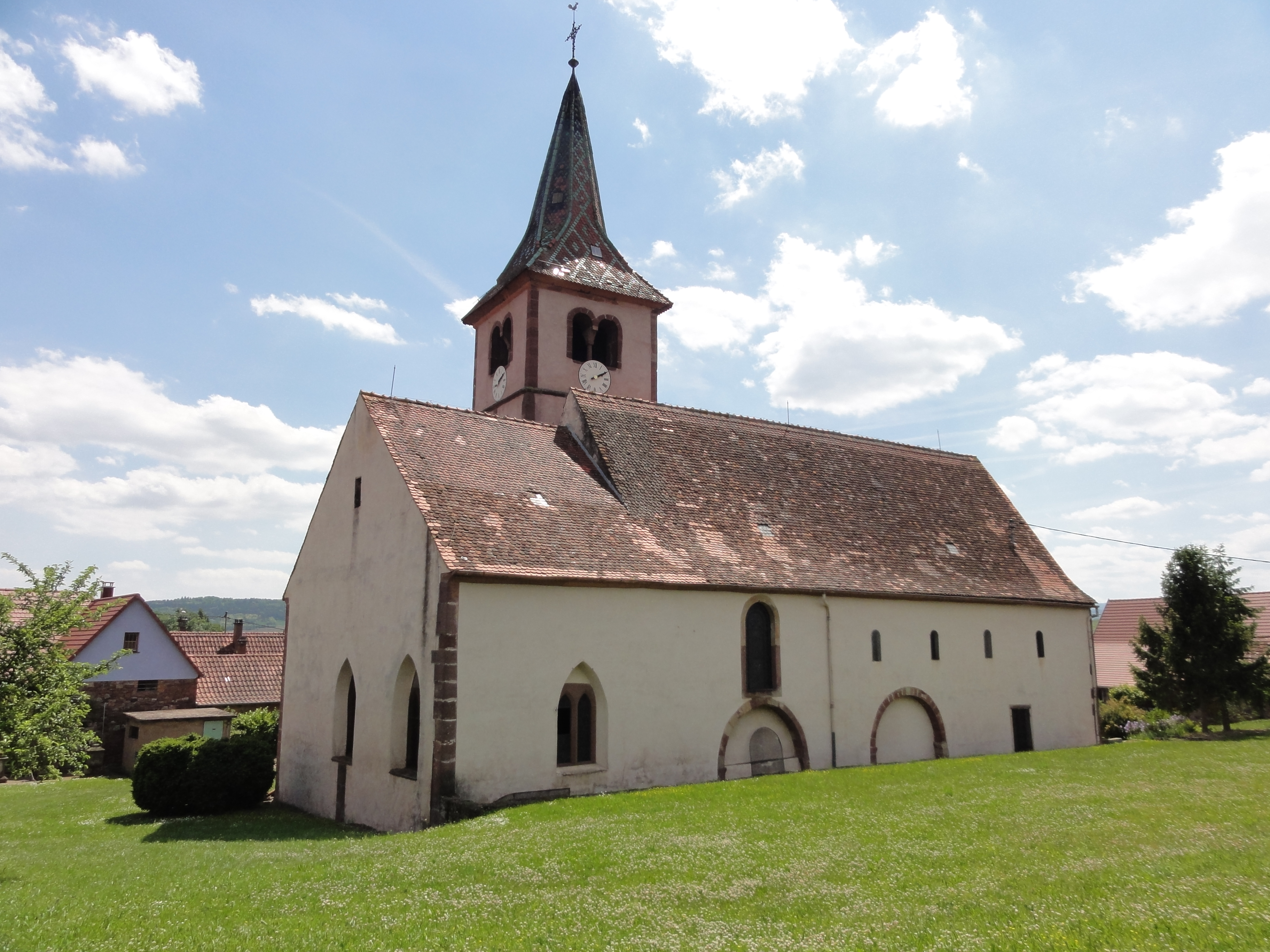
Evangelische Kirche

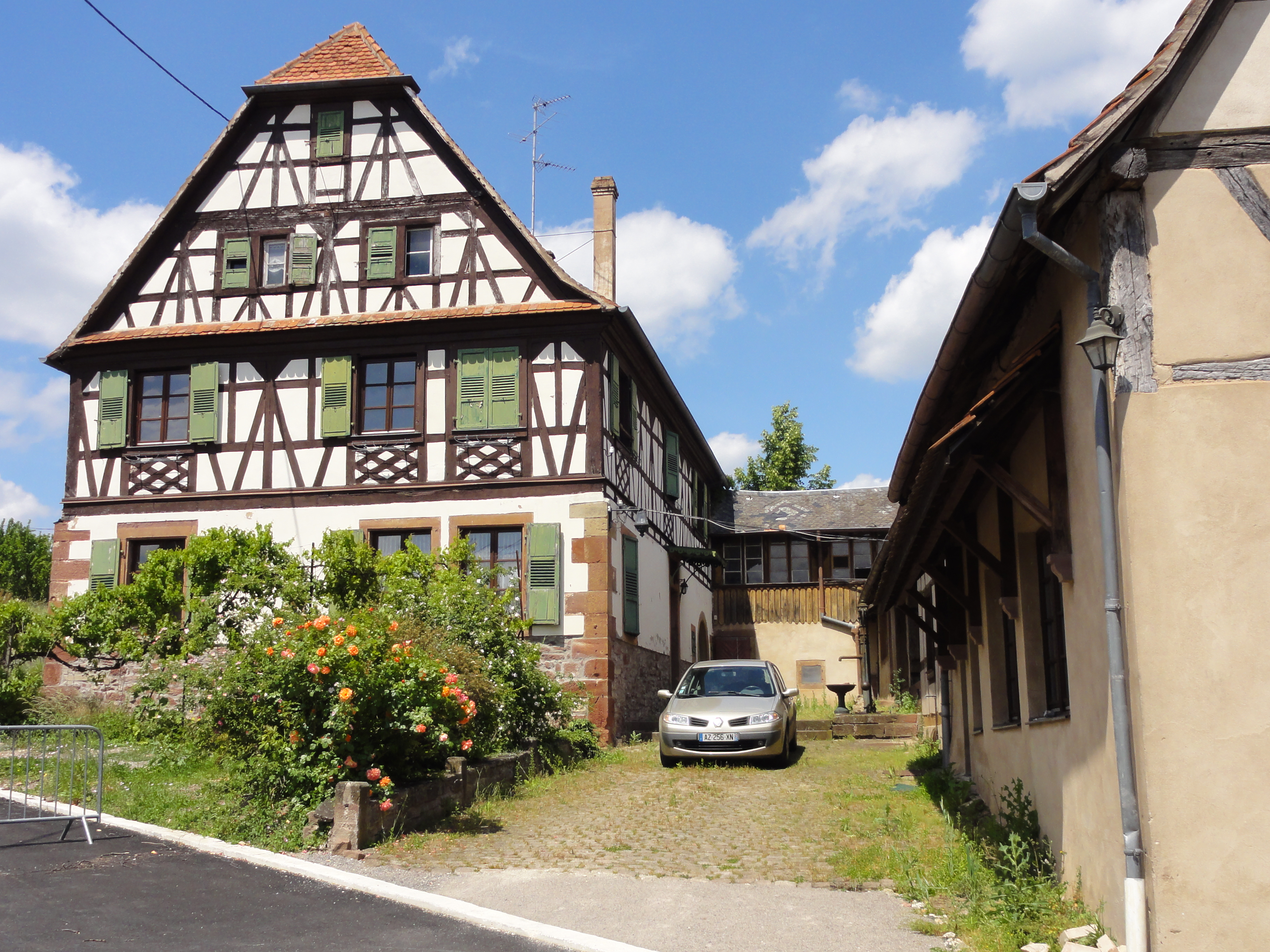
Pfarrhaus der evangelischen Kirche

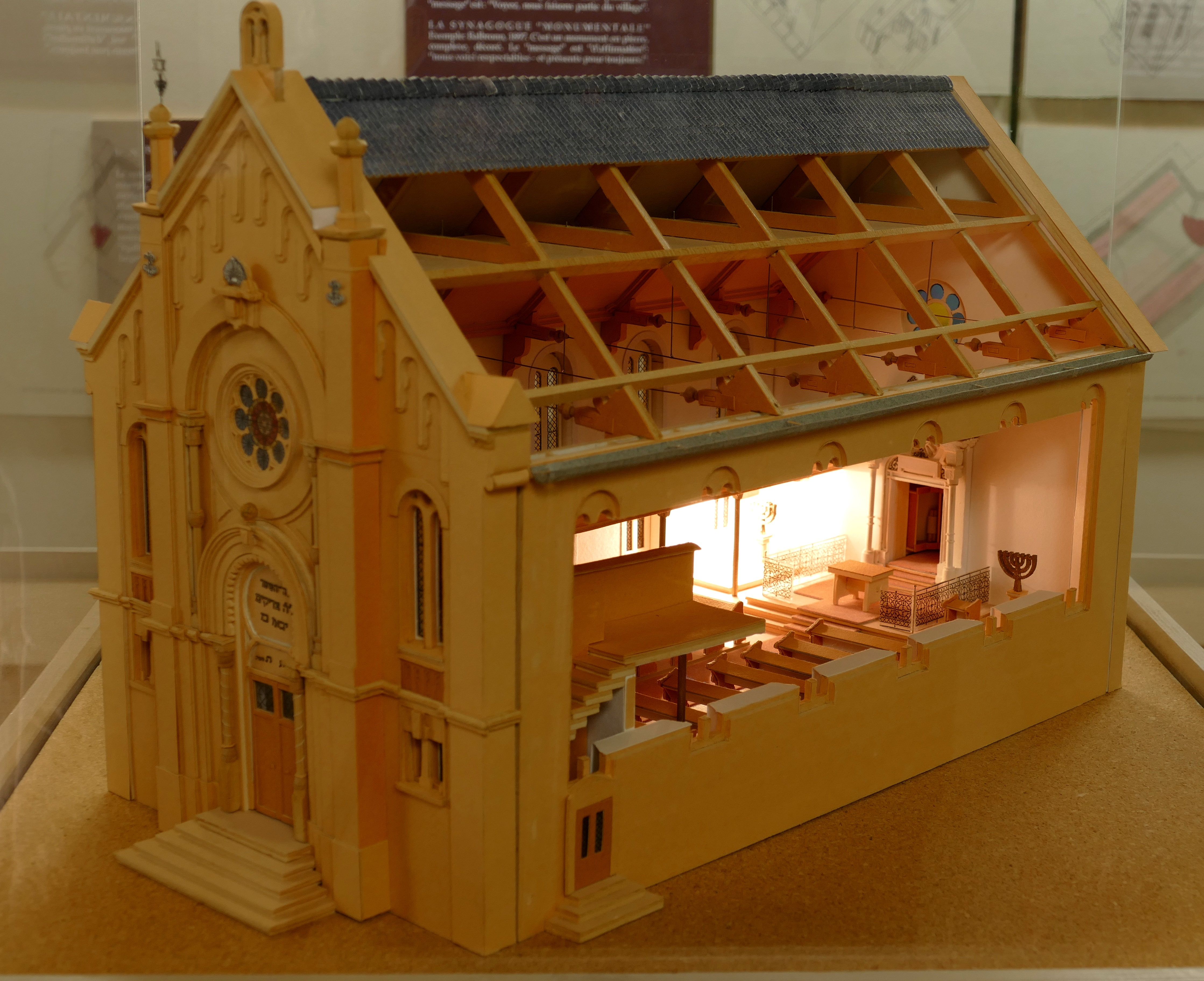
Holz-Modell der Synagoge

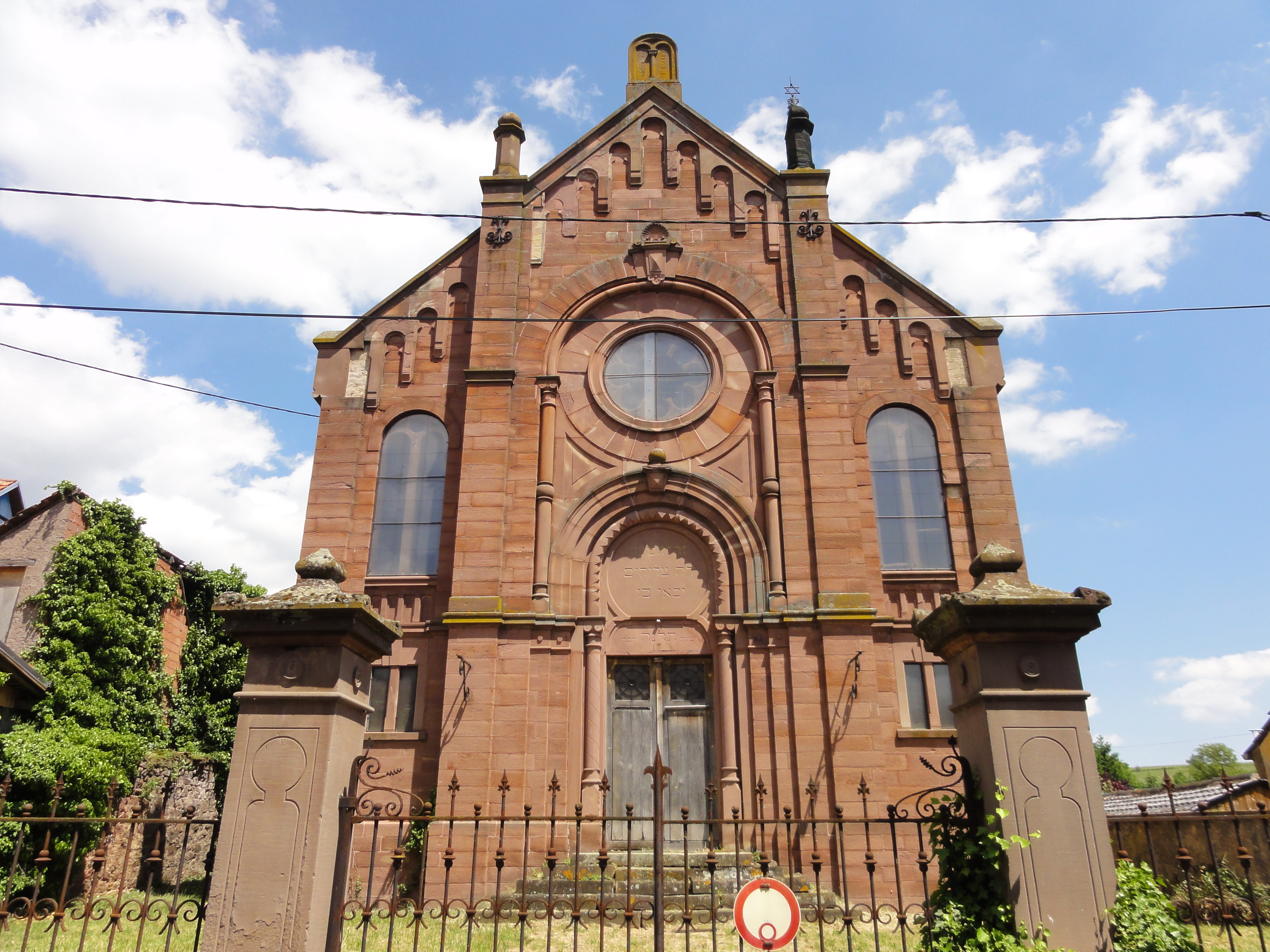
Synagoge

## Geografie
Der Weinbauort befindet sich am Rande des Naturparks der Nordvogesen etwa 25 Kilometer westlich von Straßburg und ist eine Nachbargemeinde von Westhoffen.

## Geschichte

### Mittelalter
Burg und Dorf Balbronn waren Lehen des Reichs an die Herren von Lichtenberg. Die Erstbelehnung erfolgte am 21. Oktober 1302. In der Herrschaft Lichtenberg war Balbronn dem Amt Westhofen zugeordnet, im 15. Jh. zwischenzeitlich auch dem Amt Wörth. Als 1480 mit Jakob von Lichtenberg das letzte männliche Mitglied des Hauses verstarb, wurde das Erbe zwischen seinen beiden Nichten, Anna und Elisabeth, geteilt. Anna hatte Graf Philipp I. (d. Ä.) von Hanau (1417–1480) geheiratet, über die das Amt Westhofen an die aus dieser Ehe entstehende Grafschaft Hanau-Lichtenberg kam.

### Neuzeit
Graf Philipp IV. von Hanau-Lichtenberg führte 1545 in seiner Grafschaft die Reformation durch, die nun lutherisch wurde.
Mit der Reunionspolitik Frankreichs unter König Ludwig XIV. kamen das Amt Westhofen und Balbronn unter französische Oberhoheit. Die romanische Dorfkirche stand nun nach einer Verfügung König Ludwigs XIV. seit 1687 auch dem römisch-katholischen Gottesdienst zur Verfügung. Das Simultaneum wurde mit dem Bau einer eigenen römisch-katholischen Kirche 1905 beendet.
Nach dem Tod des letzten Hanauer Grafen, Johann Reinhard III., fiel das Erbe – und damit auch Balbronn – 1736 an den Sohn seiner einzigen Tochter, Charlotte, den Erbprinzen und späteren Landgrafen Ludwig (IX.) von Hessen-Darmstadt. Mit dem durch die Französische Revolution begonnenen Umbruch wurde das Amt Westhofen Bestandteil Frankreichs und in den folgenden Verwaltungsreformen aufgelöst.
Balbronn gehörte dem 1992 gegründeten Gemeindeverband Communauté de communes des Coteaux de la Mossig an, der 2017 in der Communauté de communes de la Mossig et du Vignoble aufging.

### Juden in Balbronn
Als erstes Kind der Rabbinerfamilie Abraham und Ella Cahn wurde Bernhard Cahn im Jahr 1793 in Balbronn geboren. Eingezogen als Soldat leistete er Militärdienst in den Kriegen Napoleons gegen Russland. Bei Kampfhandlungen verwundet, wurde er auf dem Rückzug der französischen Truppen in einem Lazarett in Mainz versorgt. Durch die Unterstützung des Mainzer Rabbiners erhielt er eine Anstellung als Lehrer und Kantor der jüdischen Gemeinde in Kastel auf der anderen Rheinseite.
Bernhard Cahn wirkte jahrzehntelang als Lehrer, Chasan und Schochet in Mainz-Kastel.
Die Synagoge in Balbronn wurde 1895 errichtet. Die Synagoge in der Rue des Femmes ist seit 1999 als Monument historique klassifiziert.
Die elsässische Landsynagoge unterscheidet sich in ihrer Gestaltung von anderen großen Landsynagogenfamilien in Europa. Weniger monumental als die deutsche, italienische oder polnische Synagoge, vereint sie als einzige große Imperative: Einzug in die Achse des „Heiligen Kabinetts“, Zentralität der „Tribüne“, Erhaltung eines „Gemeindesaals“ und vor allem egalitäre Behandlung von Frauen, dank eines riesigen Zwischengeschosses, das weitgehend auf dem Volumen der Synagoge offen ist. Die 1895 erbaute Synagoge ist Teil der neoromanischen Synagogen, die im Elsass während der deutschen Annexion gebaut wurden. Die Verwendung des orientalisierenden Hufeisenbogens markiert den Wunsch der jüdischen Gemeinden, einen hebräischen Stil zu schaffen, der sich von westlichen historistischen Stilen unterscheidet, die in katholischen und protestantischen Gotteshäusern Tradition waren. Es ist ein rechteckiges Gebäude mit sechs Fensterfeldern. Klassische Innenaufteilung: Im Vestibül führen zwei Treppen zur Tribüne; Innenraum mit einer rumpfförmigen Dachverkleidung aus Fichtenholz verkleidet. Eine erste jüdische Kultstätte wird in Balbronn bereits 1730 erwähnt, obwohl es sich nur um ein Oratorium in einem Privathaus handelte. Angesichts der Expansion der jüdischen Gemeinde wurde 1895 ein größeres Gebäude errichtet, das Platz für fast 160 Personen bot. Die Synagoge aus Vogesensandstein im neurömischen Stil mit einigen Anleihen an den orientalischen Stil. Beachtenswert sind die Frauenempore im Obergeschoss, getragen von schlanken Säulen sowie eine hochwertige heilige Lade.
Nach der Besetzung des Elsass durch die Wehrmacht wurden die noch nicht geflüchteten jüdischen Bewohner 1940 nach Südfrankreich deportiert. Laut Yad Vashem wurden nachweislich 26 ehemalige jüdische Einwohner Opfer des Holocaust.

### Bevölkerungsentwicklung
| Jahr          | 1962 | 1968 | 1975 | 1982 | 1990 | 1999 | 2006 | 2009 | 2019 |
| ------------- | ---- | ---- | ---- | ---- | ---- | ---- | ---- | ---- | ---- |
| Einwohner     | 954  | 600  | 587  | 563  | 581  | 602  | 657  | 631  | 670  |
| Quelle: INSEE |      |      |      |      |      |      |      |      |      |

## Sehenswürdigkeiten
- Die historische, heute evangelische Dorfkirche entstand an der Stelle eines keltischen Heiligtums; das Kirchenschiff stammt aus dem 11., der Kirchturm aus dem 12. Jahrhundert. 1747 erhielt die Kirche eine Orgel von Johann Andreas Silbermann. In der Kirche wird auch ein Nachbau der Balbronner Hand ausgestellt, einer eisernen Armprothese aus dem 16. Jahrhundert.[9]
- Die römisch-katholische Kirche Sainte-Catherine wurde 1905 im neugotischen Stil errichtet.
- Die Synagoge wurde im Jahr 1895 erbaut und diente der seit dem 17. Jahrhundert in Balbronn nachgewiesenen jüdischen Gemeinde. Seit dem Holocaust wird sie nicht mehr als für Gottesdienste genutzt. 1999 wurde sie als Monument historique registriert.[10]

## Persönlichkeiten
- Henri Lévy (1883–1942), Rabbiner, NS-Opfer